# Óscar Cabral
Óscar Henrique Pires Cabral (Oeiras, 18 novembre 1921 – ...) è stato un pallanuotista portoghese, che ha partecipato alle Olimpiadi estive di Helsinki 1952.